# Septénaire trochaïque
Le septénaire trochaïque est un type de vers latin, hérité du tétramètre trochaïque de la versification grecque, composé de huit pieds trochaïques (– ⏑), dont le dernier est catalectique (c'est-à-dire qu'il est réduit à sa seule longue initiale). Il est caractéristique de la versification dramatique (notamment chez Plaute et Térence), où il est utilisé dans les récitatifs avec accompagnement de flûte. Il constitue, après le sénaire iambique, dont il est finalement assez proche, le second mètre le plus utilisé dans la littérature latine dramatique. Voici son schéma métrique :

| — X | — X | — X | — X // — X | — X | — ⏑ | — | 

## Structure
Le septénaire trochaïque comprend donc sept pieds complets fondés sur le trochée, qui est composé d'une syllabe longue portant le temps marqué suivie d'une syllabe brève (schéma | – ⏑ |), et d'une syllabe finale indifférente portant le huitième et dernier temps marqué.
Le septième pied (le dernier à être complet) est obligatoirement pur, ce qui veut dire qu'il ne peut être qu'un trochée. Les autres pieds peuvent faire l'objet de diverses substitutions : le tribraque (⏖ ⏑), l'anapeste (⏖ –), le dactyle (– ⏖), le spondée (– –) et le procéleusmatique (⏖ ⏖), la première de ces substitutions étant dite "pure" car elle conserve les trois temps du trochée fondamental, et les quatre suivantes étant dites "condensées" car elles comportent quatre temps au lieu des trois du trochée fondamental.
Le septénaire trochaïque comporte en outre une césure obligatoire (souvent appelée "diérèse" car elle coïncide avec la fin d'un pied) après le quatrième trochée. Il peut d'ailleurs arriver que la jonction entre les deux hémistiches soit assez lâche pour tolérer un hiatus à la césure. On remarquera, à la suite des grammairiens latins eux-mêmes, que le second hémistiche du septénaire trochaïque se superpose exactement avec le second hémistiche d'un sénaire iambique à coupe penthémimère ; en réalité, le rythme du septénaire trochaïque peut aussi s'expliquer comme étant celui d'un sénaire iambique augmenté en son début d'un rythme crétique (– ⏑ –).
Voici un exemple de septénaire trochaïque :
```
  
nūnc pĕtīt quōd pōllĭcētŭr : ĭnhĭăt aūr(um) ūt dēvŏrēt
[
2
]

 
 | — ⏑ | – — | — ⏑ | – ⏑ // ⏑⏑ ⏑ | – — | – ⏑ | –
```

Ce qui distingue le septénaire trochaïque de son modèle grec, le tétramètre trochaïque, c'est que, dans le tétramètre, on trouve quatre mètres ou dipodies (dont le dernier est catalectique), qui sont des paires de pieds de statut inégal, dont le second peut faire l'objet de substitutions tandis que le premier est obligatoirement pur. La poésie dramatique latine a cassé le mètre et le septénaire trochaïque est constitué de pieds de même statut, qu'ils soient en position impaire ou en position paire.
Le septénaire trochaïque est donc nettement caractérisé par un rythme qu'on a qualifié de descendant : le temps fort est le premier temps du pied.
Mais pour parvenir à scander un septénaire trochaïque de Plaute ou Térence, il ne suffit pas d'en connaître le schéma. Il faut aussi connaître les spécificités de la prosodie préclassique et les incertitudes de scansion dues notamment à l'abrègement iambique.
En dehors des comédies de Plaute et de Térence, le septénaire trochaïque a été rarement employé au cours de la période classique de la littérature latine. On en trouve seulement une cinquantaine dans les tragédies de Sénèque, qui toutefois s'oblige à observer, comme en grec, la pureté de tous les pieds impairs ; par ailleurs, c'est aussi ce mètre qui est utilisé dans le Pervigilium Veneris.

## Métrique verbale
La métrique verbale est la branche de la métrique qui étudie la façon dont les mots peuvent ou ne peuvent pas s'aligner pour former le schéma théorique des pieds du vers. Dans le septénaire trochaïque latin, un certain nombre de lois contraignent le placement des mots : toutes les dispositions qui produiraient le schéma théorique ne sont pas forcément admises. Les différentes lois qui suivent ont d'ailleurs toutes un équivalent exact dans les mètres iambiques (surtout quaternaire iambique, sénaire iambique, septénaire iambique et octonaire iambique) et dans les autres mètres trochaïques (surtout octonaire trochaïque),

### Loi de Ritschl
La loi de Ritschl (la seule de ces lois qui existait aussi dans la métrique grecque) prévoit qu'il est interdit qu'une fin absolue de mot coupe en deux les deux syllabes brèves d'un même demi-pied.

### Loi de Hermann-Lachmann
La loi de Hermann-Lachmann prévoit qu'il est interdit qu'une fin absolue de mot intervienne après les deux syllabes brèves d'un même demi-pied. 
Au fond, cette loi et la précédente peuvent être réduites à une seule formulation : la syllabe finale d'un mot latin doit forcément constituer à elle seule un demi-pied, elle ne peut s'unir ni avec la syllabe qui la précède (dans le même mot : loi de Hermann-Lachmann), ni avec la syllabe qui la suit (dans le mot suivant : loi de Ritschl). Ce principe est rigoureusement identique dans tous les mètres iambo-trochaïques latins.

### Liberté de Jacobsohn
La liberté de Jacobsohn prévoit que le troisième et le onzième demi-pieds du septénaire trochaïque (c'est-à-dire la longue du deuxième et du sixième pied) peuvent occasionnellement être réalisés par une syllabe brève tenant lieu de longue, à condition qu'elle soit finale de mot. Dans ce cas, le demi-pied précédent est forcément bref. La liberté de Jacobsohn est quasi exclusive à Plaute ; elle n'existe en tout cas plus du tout chez Sénèque. 
Dans le sénaire iambique, cette licence concerne le huitième demi-pied.

### Loi de Meyer
La loi de Meyer prévoit que, si une fin de mot polysyllabique coïncide avec la fin d'un pied impair, ce pied doit obligatoirement être pur (– ⏑), jamais condensé (⏕ ⏒). Cette loi, qui est assez rigoureusement observée par Plaute, Térence et Phèdre, prouve que les Romains n'avaient pas tout à fait perdu de vue le système des dipodies qui structuraient le tétramètre trochaïque grec ; et elle pavait la route à l'aboutissement logique que l'on observe chez Sénèque, où tous les pieds impairs sont systématiquement purs, comme en grec.
De manière générale, cette loi concerne les pieds pairs des mètres iambiques et les pieds impairs des mètres trochaïques.

### Loi de Bentley-Luchs
La loi de Bentley-Luchs interdit que le sixième pied soit trochaïque (– ⏑) si le vers termine par un mot iambique : une fin de vers comme "mălam crŭcem" est donc impossible. 
Par ailleurs, de Plaute à Sénèque, tous les dramaturges s'interdisent le plus souvent de terminer le vers par un mot monosyllabique (sauf formes de sum), ou par un mot bisyllabique précédé d'une élision (type "atqu(e) ego").
De manière générale, cette loi concerne toutes les fins de vers iambo-trochaïques.